# Захари Захариев (генерал)
Вижте пояснителната страница за други личности с името Захари Захариев.
Захари Симеонов Захариев (на руски: Волкан Семёнович Горанов в СССР, Халиль Экрем в Испания) е български военачалник (Генерал-полковник), съветски офицер, интербригадист.
Наричан е първостроител на българската съвременна авиация – военна, гражданска, спортна. Има големи заслуги за развитието на авиационната наука и летателното дело в България.

## Биография

### България
Роден е в семейството на учителя Симеон Захариев Антонов (1873 – 1969). Завършва гимназия в Разград (1923). Още ученик, влиза в Работническия младежки съюз.
Постъпва на наборна служба в армията (1924), приет е в авиационното училище в Божурище. Летец е от 1925 г. Става член на нелегалната Българска комунистическа партия (1926). След завършване на учението (1927) продължава службата в авиационни части. През 1931 г. е арестуван и е даден под съд като организатор на първомайска стачка. Уволнен е от армията, преминава в нелегалност.

### СССР
През ноември същата година по решение на партията емигрира в СССР. Там остава като политемигрант от 1931 до 1944 г. Изменя и 3-те си имена – става Волкан Семьонович Горанов. Изпратен е за летец-инструктор в Тамбовското авиационно училище на Гражданския въздушен флот (ГВФ). В съветската авиация после заема и длъжностите командир на звено, командир на авиоотряд, командир на ескадрила, началник на Тамбовското авиационно училище, началник на Управление „Бойна подготовка“ на ГВФ, началник на Управление „Учебни заведения“ на ГВФ.

### Испания
През лятото на 1936 г. още с първата група съветски доброволци заминава като интербригадист за Испания. Издадени са му лични документи на името на турчина Халил Екрем поради доброто му владеене на турски език. Воюва в състава на 1-ва интернационална авиационна бомбардировъчна ескадрила от ВВС на републиканска Испания, лети като пилот на самолет-бомбардировач „Потез-54“. Участва в боевете на Мадридския фронт, летял е почти всеки ден.
С постановление на Централния изпълнителен комитет (правителството) на СССР от 31 декември 1936 г. на В. С. Горанов е присвоено звание „Герой на Съветския съюз“. След учредяване на съпътстващия знак за особено отличие „Златна звезда“ му е връчен медал № 22, с което става първия чуждестранен гражданин, получил тази висша степен на отличие на СССР.

### СССР
След завръщането си в СССР В. С. Горанов е назначен за началник на Тамбовското авиационно училище на ГВФ. Присвоено му е военно звание „полковник“. Избран е за депутат (2 мандата) във Върховния съвет на СССР. Става началник на Управление „Бойна подготовка“ на ГВФ през 1939 г.
Участва във Великата отечествена война на СССР като началник на Управление „Учебни заведения“ на ГВФ. През периода 1941 – 1944 г. в тези авиошколи са подготвени над 20 хил. летци за ВВС и за ГВФ. Измежду неговите възпитаници има 27 герои на СССР, 16 герои на социалистическия труд, 18 заслужили летци.

### България
През есента на 1944 г. се завръща в България с истинските си имена след идването на власт на правителството на Отечествения фронт. Той е сред организаторите и ръководителите на новите военновъздушни сили. От 4 март 1954 до 2 юни 1958 г. е кандидат-член на ЦК на БКП, а от 2 юни 1958 до 5 ноември 1962 г. е член на ЦК на БКП. Бил е заместник-командващ Народните въздушни войски (1945 – 1947), командващ ВВС (1947 – 1955), командващ ПВО и ВВС (1957 – 1959), заместник-министър на народната отбрана (1954 – 1956). От 1951 г. е член на Главния военен съвет.
През периода 1959 – 1965 г. е военен, военновъздушен и военноморски аташе в СССР. Заместник-министър на народната отбрана (1965 – 1973). Генерал-полковник Захариев е уволнен в запаса през 1973 г.
С указ на Държавния съвет на НРБ през 1974 г. на генерал-полковник Захари Захариев е присвоено званието „Герой на Народна република България“ с връчване на медал „Златна звезда“ и орден „Георги Димитров“.

## Други

### Общественик
Той е дългогодишен народен представител и председател на Общонародния комитет за българо-съветска дружба. Активен общественик, радетел на българската авиация.

### Автор
Публицист, автор на десетки публикации в печата. Мемоарист, издал книгите „Вярност“, „Доверие“, „Върнете се“, „Образите, които са в мене“, „Доблест“.

### Отличия
Удостоен е с множество български и чуждестранни отличия и награди:
- почетни звания:
  - „Герой на Съветския съюз“ (1-ви чуждестранен носител на званието),
  - „Герой на Народна република България“,
  - „Заслужил летец на Народна република България“ (1-ви носител на званието),
  - „Почетен гражданин на Попово“;
  - Почетен гражданин на	Разград;[4]
- ордени
  - „Ленин“,
  - „Георги Димитров“,
  - „Дружба между народите“ (СССР);
- медали „Златна звезда“ (СССР, НРБ) и др.